# Cantó de Sant Laurenç de Var i Canha de Mar Est
El cantó de Sant Laurenç de Var-Canha de Mar Est és un cantó francès del departament dels Alps Marítims, situat al districte de Grassa. Té 2 municipis i el cap és Sant Laurenç de Var.

## Municipis
- Canha de Mar
- Sant Laurenç de Var

## Història
| Data d'elecció                           | Identitat      | Partit           | Qualitat |
| ---------------------------------------- | -------------- | ---------------- | -------- |
| 1979-1988                                | Marc Moschetti | RPR              |          |
| 1998-                                    | Henri Revel    | RPR, després UMP |          |
| les dades anteriors no són pas conegudes |                |                  |          |
|                                          |                |                  |          |

| 1962 | 1968 | 1975 | 1982 | 1990 | 1999   | 2007   |
| ---- | ---- | ---- | ---- | ---- | ------ | ------ |
| -    | -    | -    | -    | -    | 34.553 | 39.979 |